# Orde van Sint-Olaf
De Koninklijke Noorse Orde van Sint-Olaf (Noors "Den Kongelige Norske St. Olavs Orden" of met een oudere naam "Sanct Olafs Orden" genoemd), is een Noorse ridderorde die op 21 augustus 1847 werd ingesteld door Oscar I van Noorwegen en Zweden. Deze koning regeerde over beide sinds 1815 in een personele unie verenigde koninkrijken. Sinds Noorwegen onafhankelijk is van Zweden noemt men de orde steeds "Kongelige Norske St. Olavs Orden".

## Geschiedenis
De orde is genoemd naar de heilig verklaarde Noorse koning Olaf II die Noorwegen verenigde en kerstende. De orde trad min of meer in de plaats van de in 1821 door het Noorse parlement afgeschafte adelstand en in het vormelijke Noorwegen nemen de ridders in deze orde aan het Koninklijke Noorse hof nog steeds een plaats in na de Noorse generaals en de grootmeesteres.
De in 1904 door Koning Oscar II van Noorwegen en Zweden ingestelde Orde van de Noorse Leeuw werd na de afsplitsing van Noorwegen in 1905 niet meer toegekend en de orde is tot in de laatste jaren van de 20e eeuw, toen de Noorse Koninklijke Orde van Verdienste werd ingesteld, de enige Noorse orde gebleven.

Sinds 1985 worden vreemdelingen, staatshoofden en hun familieleden daargelaten, niet meer in de Orde van Sint-Olaf opgenomen. Men stelde voor vreemdelingen en Noren in het buitenland een Koninklijke Orde van Verdienste in. De achtergrond voor dit besluit is dat het te vaak voorkwam dat de verleende onderscheidingstekens na de dood van een van de ongeveer vijfduizend tot op heden benoemde ridders onvindbaar bleken te zijn. De Scandinavische ridderorden zijn alle zeer fraai en kostbaar uitgevoerd en het verlenen van een eenvoudig vormgegeven versiersel was de door de Koninklijke Noorse Ordekanselarij aangedragen oplossing.

## De graden van de orde
De Noorse koning is de Grootmeester van de orde die ook officieren kent, waaronder een kanselier. De leden zijn in vijf graden verdeeld. Men kan de orde als teken van 's konings hoogachting ontvangen maar de meeste voordrachten worden door een commissie beoordeeld en onder ministeriële verantwoordelijkheid toegekend.
- Grootkruis met Keten: Deze graad wordt aan staatshoofden toegekend maar in bijzondere gevallen kan ook een andere verdienstelijke persoon deze keten ontvangen. De graad werd in 1906 ingesteld en trad in de plaats van de boven de Orde van Sint Olaf gestelde Orde van de Noorse Leeuw.Vóór 1906 droegen alle Grootkruisen de in 1882 ingestelde keten.

- Grootkruis: De Grootkruisen dragen het kleinood van de orde aan een lint over de rechterschouder en de zilveren achtpuntige ster van de orde.
- Commandeur met Ster: De Commandeurs met ster, men zou van Grootofficieren kunnen spreken, dragen het kleinood van de orde aan een lint om de hals en de zilveren achtpuntige plaque van de orde.
- Commandeur: De Commandeurs dragen het kleinood van de orde aan een lint om de hals.
- Ridder der Eerste Klasse: De Ridders der Eerste Klasse, men zou de graad gelijk kunnen stellen aan die van een Officier, dragen het kleine gouden kruis met de gouden kroon aan een lint zonder rozet op de linkerborst.
- Ridder der Tweede Klasse: De Ridders dragen het kleine zilveren kruis met de zilveren kroon aan een lint op de linkerborst.

De aan de orde verbonden medailles,
- de Sint-Olav medaille in goud

en
- de Sint-Olav medaille in zilver

werden ingesteld om maatschappelijke verdienste te kunnen belonen. De dragers van deze medailles zijn geen lid van de Orde van Sint-Olav.

## De versierselen van de orde
De versierselen waren tot 1961 van 18-karaats goud of van zilver. Nu zijn zij van verguld zilver.

### keten
De zware gouden keten bestaat uit achttien schakels. Er zijn zes gekroonde wit geëmailleerde letters "O", twaalf aartsbisschoppelijke klaverkruizen die aan het wapen van Trondheim zijn ontleend. De kruisen worden door zilveren bijlen met gouden schachten geflankeerd. Dan zijn er de zes grote roodgeëmailleerde gekroonde wapenschilden waarop de Noorse leeuw is afgebeeld.
In de tijd dat Noorwegen en Zweden een koning gemeen hadden was de keten van een iets ander model; een aantal van de schakels was toen rond en rood geëmailleerd. De kleinere schakels waren zeer barok vormgegeven en het wapenschild was anders van vorm en niet gekroond.

### grootlint
Het lint van de orde is rood met een wit-blauw-witte bies.

### ster
De ster is van zilver en heeft talloze ronde facetten op de stralen. Op de achtpuntige ster is een klein kleinood, zonder de kroon, gelegd.

### plaque
De plaque is een zilveren kruis van Malta met talloze ronde facetten op de stralen. Op de grote achtpuntige plaque is een kleinood, zonder de kroon, gelegd. In de armen van de plaque zijn vier grote gouden monogrammen "O" aangebracht.

### kleinood
Het kleinood, ook wel juweel of kruis genoemd is een wit geëmailleerd gouden kruis met kleine gouden ballen op de acht punten. Op het kruis is een rood medaillon met een witte ring met een blauwe streep gelegd, In het medaillon is de gekroonde gouden Noorse leeuw met zijn zilveren bijl afgebeeld. Bij de ridders is de leeuw merkwaardig genoeg ook van zilver zoals bij dat kruis overal zilver is gebruikt in plaats van goud.

De gouden beugelkroon die als verhoging is gemonteerd is met witte parels bezet en heeft in plaats van de gebruikelijke wereldbol met kruis een met een bijl zwaaiende Noorse leeuw die uit de kloot lijkt te komen. Er zijn ook kruisen met de gebruikelijke wereldbol als top van de kroon.

De militaire leden van de orde dragen twee gekruiste gouden zwaarden met donkerblauwe gevesten op de bovenste kruisarm.

### De medaille
De medailles zijn rond en tonen het hoofd van de regerende koning met daaromheen zijn naam en titel als rondschrift. Boven de medaille zijn het koninklijk monogram en een kroontje aangebracht.

## De leden van de orde
In 2006 waren eenentwintig van de iets meer dan honderd dragers van de keten en 81 grootkruisen in leven. De meesten van hen waren staatshoofden, prinsen en echtgenoten van staatshoofden maar ook een Noorse oud-premier, een secretaris van de koning, een oud-hofmaarschalk, een parlementsvoorzitter en een Noorse rechter dragen de keten. De volwassen leden van de Noorse koninklijke familie zijn allen Grootkruis.
In Nederland werden Koningin Juliana, Prins Bernhard, Koningin Beatrix, Koning Willem-Alexander, Koningin Máxima en Prinses Margriet met de grootkruis onderscheiden. In België droegen of dragen Koning Boudewijn, Koning Albert en Koningin Paola en ook de Hertog en Hertogin van Brabant het grootkruis. De regerende koningen en koninginnen en Prins Bernhard bezaten ook een keten.

## Dragers van de Orde van Sint Olaf
Enige opvallende Noorse Grootkruisen met Keten en Grootkruisen
- Dr. Fridtjof Nansen, de poolreiziger en winnaar van de Nobelprijs voor de Vrede kreeg in 1896 het grootkruis en in 1925 de keten.
- Generaal Otto Ruge voerde in 1940 het bevel over de Noorse strijdkrachten en leidde het gevecht tegen de Duitse invasiemacht. Hij werd in 1941 terwijl hij in krijgsgevangenschap was met de keten, in militaire uitvoering, gedecoreerd.
- In 1966 werd de Noors componist, dirigent en organist Knut Nystedt benoemd door zijn koning tot commandeur van de Orde van Sint-Olaf.

De Nederlandse Grootkruisen met Keten en de Grootkruisen
- Prins Hendrik der Nederlanden kreeg in 1914 de keten.
- Koningin Wilhelmina kreeg in 1922 de keten.
- De latere Koningin Juliana kreeg in 1946 de keten.
- Prins Bernhard kreeg in 1946 de keten.
- De latere Koningin Beatrix kreeg in 1964 de keten.
- Prins Claus kreeg in 1968 de keten.

Grootkruisen
- Vice Admiraal F.Bauduin
- V. E. A. Boreel, Grootmeester van het Koninklijk Huis, 1923
- I. D. C., Baron van Heeckeren van Kell, Gevolmachtigd Minister in Christiania, 1909
- Jhr. H.A. van Karnnebeek, Minister van Buitenlandse Zaken, 1922
- Johan Paul Graaf van Limburg-Stirum, Gouverneur-Generaal van Nederlands-Indië, 1915
- F. A. C. Graaf van Lynden van Sandenburg, Kamerheer van H.M. de Koningin, 1923
- J. H. F. Graaf du Monceau, Opperceremoniemeester, 1922
- W. L. F. C. Ridder van Rappard, Gevolmachtigd Minister in Christiania, 1922
- Jhr. C. J. M. Ruys de Beerenbrouck, Staatsraad 1923
- Vice Admiraal W. C. J. Smit, 1923 (Grootkruis in de militaire uitvoering)
- J. E. De Sturler, Gevolmachtigd Minister in Athene, 1919
- C. G. W. F. Van Vredenburch, Gevolmachtigd Minister in Christiania, 1919
- W. B. R Baron van Welderen Rengers, Gevolmachtigd Minister in Christiania, 1914
- E. P Westerveld, Staatsraad, 1923

Deze lijst is waarschijnlijk nog niet volledig en de Noorse bronnen hebben de schrijfwijze van de namen vaak verduitst of verhaspeld.
De Belgische Grootkruisen met Keten en de Grootkruisen
- Koning  Albert I werd in 1910 gedecoreerd met de militaire versie van de keten.
- De latere koning Léopold III kreeg in 1923 de keten.
- Prins Karel van België, de latere regent kreeg in 1926 de keten.
- Koning Boudewijn kreeg in 1960 de keten.
- De latere koning Albert kreeg in 1964 de keten.
- Filip van België

Grootkruisen
- Burggraaf Berryer, Minister, 1923
- Luitenant Generaal Cabra, 1923
- Luitenant Generaal Coflyns, 1923
- P. A.Baron de Groote, Gevolmachtigd Minister in Christiania, 1909
- De heer Moyersoen, Lid van het Parlement, 1923
- Z.D.H. Jean Charles Victorien Ghislain Prins de Merode, Hofmaarschalk, 1923
- Eugène Henri Jean Adolphe Max, Burgemeester van Brussel, 1923
- Émile Pierre Léonard Georges Théunis, Premier, 1923

Talloze, het moeten er nu meer dan 5000 zijn, Noren en buitenlanders zijn met de onderscheiding vereerd in het kader van bezoeken of voor hun verdiensten voor Noorwegen en de Noorse koning.
In de periode tussen 1880 en 1906 werd het Ridderkruis Eerste Klasse alleen aan buitenlanders toegekend. Er zijn uit die jaren ook door Parijse juweliers geleverde kruisen met een niet in de statuten voorzien rozet op het lint bekend.